# Daga tingslag
Daga tingslag var ett tingslag i Södermanlands län och i Nyköpings domsaga (före 1879 i Livgedingets domsaga). Tingsplats var Gåsinge till 1909, Gnesta därefter. 
Tingslaget bildades 1680 och uppgick 1 januari 1948 i Nyköpings domsagas tingslag.

## Ingående områden
Tingslaget omfattade Daga härad.